# Dashdavaaguiin Amartüvshin
Dashdavaaguiin Amartüvshin –en mongol, Дашдаваагийн Амартүвшин– (15 de diciembre de 1987) es un deportista mongol que compite en judo. Ganó una medalla de plata en el Campeonato Mundial de Judo de 2013 en la categoría de –60 kg.

## Palmarés internacional
| Campeonato Mundial | Campeonato Mundial      | Campeonato Mundial | Campeonato Mundial |
| Año                | Lugar                   | Medalla            | Categoría          |
| ------------------ | ----------------------- | ------------------ | ------------------ |
| 2013               | Río de Janeiro (Brasil) | Medalla de plata   | –60 kg             |